# Nae Caranfil
Nae (Nicolae) Caranfil (n. 7 septembrie 1960, București, România) este un scenarist, actor și regizor român. A absolvit în 1984 cursurile Institutului Național de Artă Teatrală și Cinematografică, secția Regie Film. Între 1984-1985, este asistent de regie la Studiourile Cinematografice Buftea, apoi se dedică teatrului și regizează mai multe spectacole în București și Piatra Neamț. În 1988 părăsește România și se stabilește la Bruxelles, unde participă la Laboratorul Scenariștilor Europeni. Scrie aici Restul e tăcere, scenariu premiat la Paris în 1995 și la Los Angeles în 1999, proiectul câștigă în 2005 concursul organizat de Centrul Național al Cinematografiei, iar filmările încep în 2006. În 1990 revine în România ca redactor la săptămânalul Cațavencu, dar publică mai multe articole și în presa autohtonă. Pleacă la Paris în 1991, unde obține prin concurs o subvenție de la Centrul Național al Cinematografiei francez, pentru proiectul de coproducție franco-română  E pericoloso sporgersi .  Filmul are premiera mondială la Cannes în 1993.  Peliculă premiată la Festivalurile de film de la Bratislava din același an, la Baule  și Montpellier în 1994, dar și de către ACIN în 1993.
Este fiul cunoscutului critic de film Tudor Caranfil. A fost căsătorit cu Mara Nicolescu între anii 2001-2008.

## Filmografie

### Regizor
- Promisiuni (1985) - asistent de regie
- Furtună în Pacific (1986) - asistent de regie
- Frumos e în septembrie la Veneția (1983)
- E pericoloso sporgersi (1993)
- Asfalt Tango (1996) - premieră mondială la Festivalul Filmului Francofon, Namur.
- Dolce far niente (1999) - premiu pentru cel mai bun scenariu la Namur.
- Filantropica (2002) - premii naționale și internaționale: Paris, Mons (Belgia), Wiesbaden (Germania), Montreal (Canada), Bratislava (Slovacia), Newport Beach (SUA) și Atena (Grecia).[2]
- Restul e tăcere (2008)
- Closer to the Moon / Alice în țara tovarășilor (2014)[3][4][5]
- 6,9 pe Scara Richter (2016)[6]

### Scenarist
- E pericoloso sporgersi (1993)
- Asfalt Tango (1996)
- Dolce far niente (1999)
- Filantropica (2002)
- Restul e tăcere (2008)
- Closer to the Moon / Alice în țara tovarășilor (2014)[3][4][5]
- 6,9 pe Scara Richter (2016)[7]

### Actor
- Salutări de la Agigea (1984)
- Promisiuni (1985)
- În fiecare zi mi-e dor de tine (1988)
- Filantropica (2002) - cântărețul de karaoke
- Restul e tăcere (2008) - profesorul de actorie

### Autor al muzicii
- E pericoloso sporgersi (1993) - împreună cu Anton Șuteu